# Năng suất bền vững
Năng suất bền vững của nguồn vốn tự nhiên là năng suất sinh thái có thể được khai thác mà không làm giảm cơ sở vốn, tức là thặng dư cần thiết để duy trì các dịch vụ hệ sinh thái ở cùng mức hoặc tăng theo thời gian. Năng suất này thường thay đổi theo thời gian với nhu cầu của hệ sinh thái để tự duy trì, ví dụ, một khu rừng gần đây bị tàn rụi hay ngập lụt hoặc hỏa hoạn sẽ đòi hỏi nhiều hơn năng suất sinh thái của chính nó để duy trì và tái lập một khu rừng trưởng thành. Trong khi làm như vậy, năng suất bền vững có thể ít hơn nhiều.
Trong thuật ngữ lâm nghiệp, đây là hoạt động thu hoạch lớn nhất có thể xảy ra mà không làm giảm năng suất của nguồn dự trữ. 

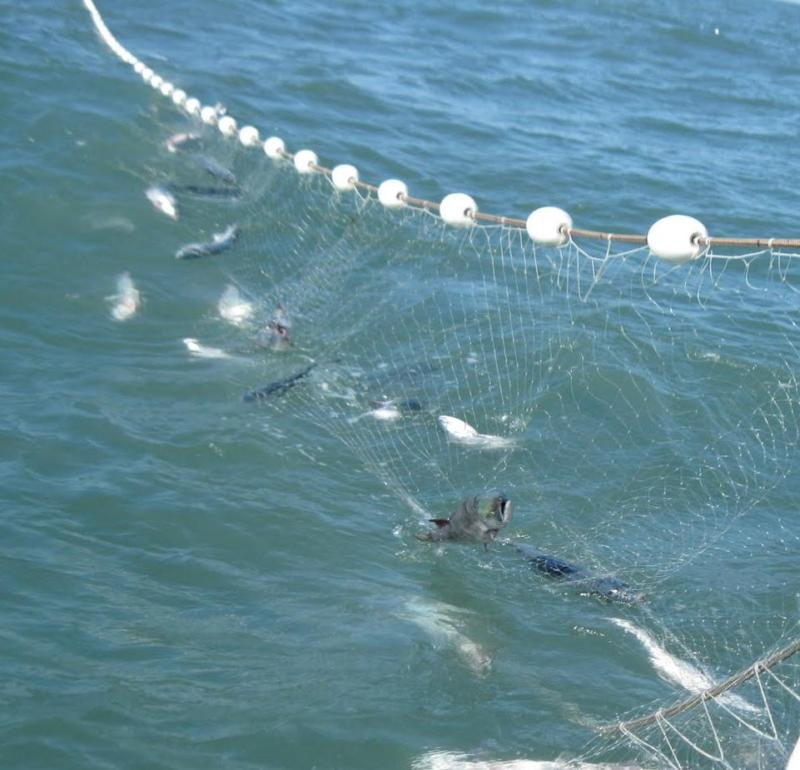
Quản lý nghề cá sử dụng khái niệm năng suất bền vững để xác định số lượng cá có thể được loại bỏ, để quần thể vẫn bền vững.

Khái niệm này rất quan trọng trong quản lý nghề cá, trong đó năng suất bền vững được định nghĩa là số lượng cá có thể khai thác mà không làm giảm lượng cá và năng suất bền vững tối đa được định nghĩa là lượng cá có thể được khai thác trong các điều kiện môi trường nhất định. Trong nghề cá, nguồn vốn tự nhiên cơ sở hoặc quần thể nguyên thủy phải giảm khi khai thác. Đồng thời năng suất tăng. Do đó, năng suất bền vững sẽ nằm trong phạm vi mà nguồn vốn tự nhiên cùng với sản xuất của nó có thể cung cấp năng suất thỏa đáng. Có thể rất khó để định lượng năng suất bền vững, bởi vì mọi điều kiện sinh thái động và các yếu tố khác không liên quan đến thu hoạch đều gây ra những thay đổi và biến động ở cả nguồn vốn tự nhiên và năng suất của nó.
Trong trường hợp nước ngầm có sản lượng khai thác nước an toàn trên một đơn vị thời gian, mà vượt quá nó thì tầng nước này có nguy cơ bị thấu dụng hoặc thậm chí cạn kiệt.